# ネイパービル駅
ネイパービル駅（英語：Naperville Station）は、イリノイ州ネイパービル イースト4th・アヴェニュー105にある駅。全米各地を結ぶ旅客鉄道のアムトラックとシカゴ近郊の通勤輸送を担うメトラが乗り入れている。

## 概要
現在の駅舎は1910年にシカゴ・バーリントン・アンド・クインシー鉄道によって建てられ、シカゴ西郊の主要な停車駅としてアムトラックとメトラが乗り入れている。2011年に車いすリフトと囲いが14,000ドルの費用をかけて設置された。

## 利用可能な鉄道路線／列車
アムトラックのネイパービル駅に発着する列車は下記の通り。
シカゴとエメリービル間の夜行長距離列車カリフォルニア・ゼファー号…1日1往復停車
※（エメリービル方面の列車は乗車のみ可能、シカゴ方面の列車は下車客がいる場合のみ停車）
シカゴとロサンゼルス間の夜行長距離列車サウスウェスト・チーフ号…1日1往復停車
※（ロサンゼルス方面の列車は乗車のみ可能、シカゴ方面の列車は下車客がいる場合のみ停車）
シカゴとクインシー間の昼行中距離列車イリノイ・ゼファー号…1日1往復停車
シカゴとクインシー間の昼行中距離列車カール・サンドバーグ号…1日1往復停車
メトラの発着路線は下記の通り。
オーロラ駅とシカゴを結ぶメトラBNSF鉄道線